# Question Mark & the Mysterians
Question Mark & the Mysterians (ofta skrivet ? & the Mysterians) är en amerikansk garagerock-grupp bildad 1962 i Flint, Michigan.
Question Mark & the Mysterians kommer av gruppens frontfigur Question Marks (f. Rudy Martinez) namn. Han ändrade sedan sitt namn till "?". Gruppen fick en stor hit med "96 Tears" 1966, den låten gjorde dem till legender inom garagerocken. "Question Mark" var också en speciell person i sig, som bl.a. påstod att han levt på dinosauriernas tid och att han var född på planeten Mars.
Question Mark & the Mysterians bestod i början av basisten Larry Borjas, gitarristen Bobby Balderrama och trummisen Robert Martinez. Kort efter bildandet togs "Question Mark" in som sångare i gruppen.
Förutom "96 tears" blev även "I Need Somebody" en stor hit. Men gruppen fick inte fler stora hits, och efterföljande album sålde dåligt. Gruppen la av i slutet på 1960-talet.
I slutet på 1990-talet började gruppen återigen att släppa skivor, mest live-plattor.

## Medlemmar
Nuvarande medlemmar
- Bobby Balderrama – gitarr (1962–1969, 1984, 1997–)
- Robert Martinez – trummor (1962–1966, 1984, 1997–)
- Rudy Martinez (Question Mark / ?) – sång (1964–)
- Frank Rodriguez – keyboard (1965-1969, 1984, 1997–)
- Frank Lugo – basgitarr (1966–1968, 1984, 1997–)

Tidigare medlemmar (urval)
- Larry Borjas – basgitarr (1962–1966)
- Eddie Serrato – trummor (1966–1968; död 2011)
- Mel Schacher – basgitarr (1968–1969)
- Richard Schultz – basgitarr (1969–?)
- Mark Bliesener ("Radio Pete") – trummor (?–1976)

## Diskografi
Studioalbum
- 1966 – 96 Tears
- 1967 – Action
- 1984 – Re-Union
- 1997 – ? and The Mysterians
- 1999 – More Action

Livealbum
- 1985 – 96 Tears Forever: The Dallas Reunion Tapes
- 1998 – Do You Feel It Baby? The Captivating Live Sounds of ? and The Mysterians

EP
- 1966 – 96 Tears
- 1967 – Can't Get Enough of You Baby
- 1967 – Girl (You Captivate Me)

Singlar
- 1966 – "96 Tears" / "Midnight Hour"
- 1966 – "I Need Somebody" / ""8" Teen"
- 1967 – "Can't Get Enough of You, Baby" / "Smokes"
- 1967 – "Girl (You Captivate Me)" / "Got To"
- 1967 – "Do Something to Me" / "Love Me Baby"
- 1968 – "Make You Mine" / "I Love You Baby (Like Nobody's Business)"
- 1968 – "Ain't It a Shame" / "Turn Around Baby"
- 1969 – "Sha La La" / "Hang In"
- 1972 – "Talk Is Cheap" / "She Goes to Church on Sunday"
- 1973 – "Hot' N Groovin'" / "Funky Lady"
- 1975 – "96 Tears" / "I Can't Get Enough of You Baby"
- 1975 – "Little Bit o' Soul" / "96 Tears" (delad singel med Music Explosion)
- 1983 – "Girl (You Captivate Me)" / "I Need Somebody"
- 1996 – "Who'll Be the Next in Line" / "The Spider and the Fly"
- 1998 – "Sally Go Round the Roses"
- 1999 – "Cheree" / "96 Lágrimas"

Samlingsalbum
- 1995 – 96 Tears - 30 Original Recordings
- 2001 – More Action
- 2001 – 96 Tears: The Very Best of Question Mark & The Mysterians
- 2005 – The Best of ? & The Mysterians: Cameo-Parkway 1966-1967